# Gyimesi csángók
A gyimesi csángók Romániában, a Csíki-havasokból Moldvába futó Tatros-folyó völgyében és a Gyimesi szorosban élő népcsoport neve.

## Történetük
A gyimesi csángók ősei a 17–18. században csiki székely és moldvai magyar falvakból vándoroltak ki.
Három községük van: Gyimesfelsőlok, Gyimesközéplok és Gyimesbükk a Tatros-folyó néhány száz méter széles, 30 km hosszú fővölgyében és annak mellékágaiban, az úgynevezett "patakokban" szétszórt házcsoportokban helyezkedik el.
Területük eredetileg öt szomszédos csiki székely község tulajdona volt, melyet a 17. századtól kezdtek legelőbérletként benépesíteni.

A Gyulafehérvári Érseki Levéltárban található egy  valószínűleg 1747-ben készült csíkszentmiklósi egyházlátogatási jegyzőkönyv, amely szerint Csíkszentmiklós megyéje területén 114 családban 670 személy élt, 63 személy kivételével nem a Gyimesekben, a hiányzók  a gyimesi Lok területén tanyáztak szétszórt hajlékokban. A visitatió végén a következő, jobbára magyar szöveg olvasható: „Gyimes Lokon lakó moldovai magyarok RAB János (3), FÁBIÁN Péter (6), FEKETE Mihály (5), RAB György (6), RAB Péter (2), FEKETE János (7), TANKÓ György (9), TURBULY Mátyás (5), ANTAL János (6), TANKÓ Péter (7), DÁVID György (7). Summa Moldaviensium 63”. Eszerint 1747-ben a Gyimesek népessége tisztán moldvai magyarokból tevődik össze.
Csekély termőterületük miatt fő foglalkozásuk a havasi állattenyésztés és a fakitermelés.
A gyimesi csángók a székely paraszti műveltség archaikus vonásait őrizték meg népi kultúrájuk zárt helyzetéből adódóan.
Gyimesi vadvirág címen Ráthonyi Ákos filmet is forgatott róluk.
Vákár Katalin Gyimesi fonáján varrott címen 1999-ben gyűjtött itt néprajzi anyagot.

## Lakossága
A gyimesi szoros lakossága nagyobb részben csíki székelyekből, kisebb részben pedig moldvai magyarokból és románokból származik.

## Településeik
Gyimesfelsőlok, Gyimesközéplok, Gyimesbükk, Kostelek, Magyarcsügés, Háromkút, Egerszék, valamint az -egerszéktől lefelé, az Úzvölgye és a tőle északra eső Csobányos völgye.